# Calliste à tête dorée
Tangara xanthocephala
Espèce
Statut de conservation UICN

 LC  : Préoccupation mineure
Le Calliste à tête dorée (Tangara xanthocephala), également appelé Calliste xanthocéphale ou Tangara à tête jaune, est une espèce d'oiseaux de la famille des Thraupidae.

## Habitat et répartition

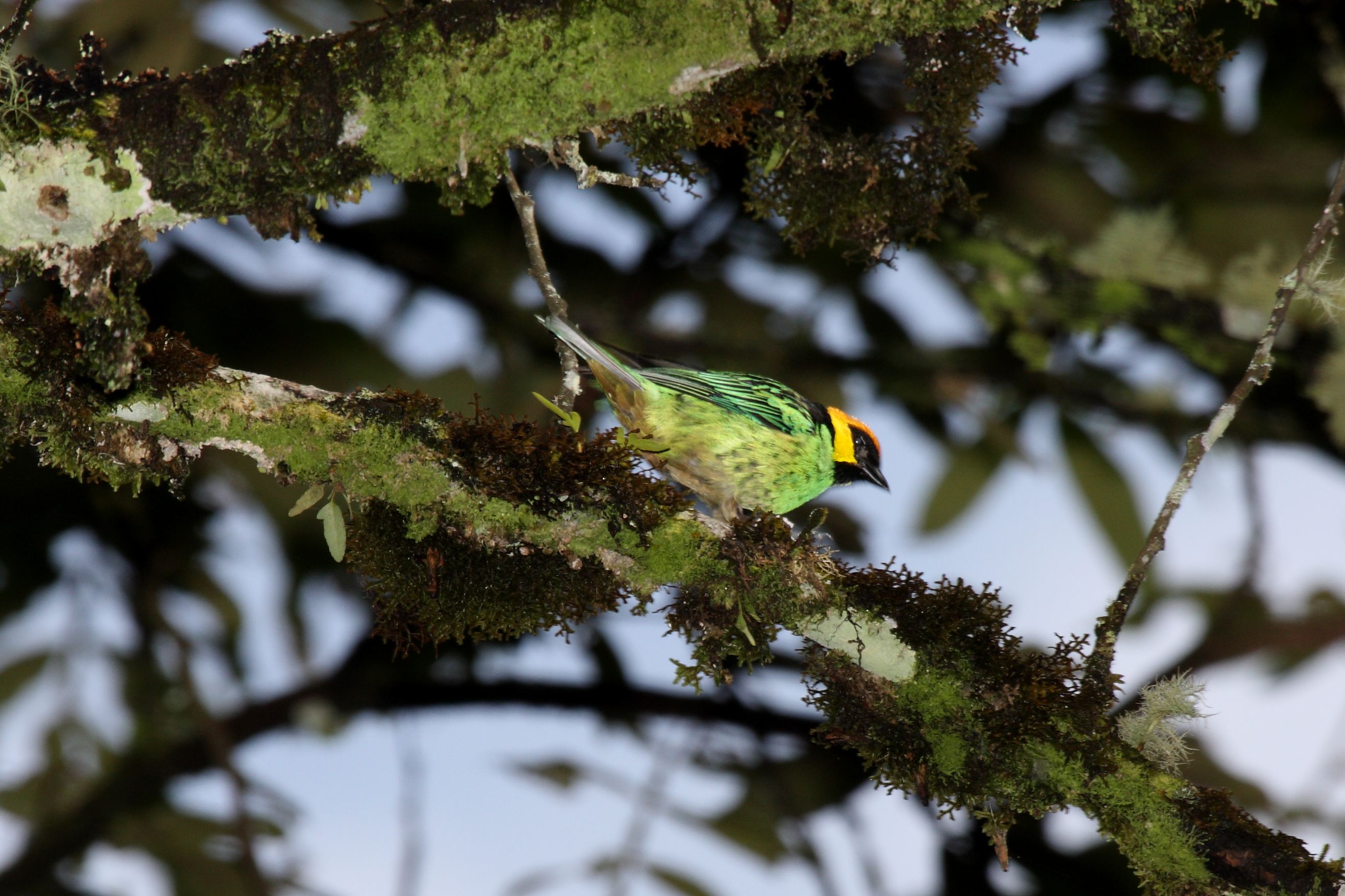
Aguas Calientes (Pérou)

Cet oiseau vit dans la moitié nord des Andes.

## Mensurations
Il mesure 13 cm.

## Alimentation
Il se nourrit surtout de fruits (notamment de Miconia, Cecropia et Morus).

## Sous-espèces
D'après la classification de référence (version 5.2, 2015) du Congrès ornithologique international, cette espèce est constituée des trois sous-espèces suivantes (ordre phylogénique) :
- Tangara xanthocephala venusta ;
- Tangara xanthocephala xanthocephala ;
- Tangara xanthocephala lamprotis.